# Борба у Пјеновцу
Борба у Пјеновцу десила се 21. јануара 1942. године у Пјеновцу, између партизана и јединица 697. пука 342. њемачке дивизије са друге стране. У овој борби партизани су претрпјели највеће губитке у току друге непријатељске офанзиве. У боби је страдало 62 борца, међу којима су три народна хероја.

## Битка
Повлачећи се са положаја из околине Хан Пијеска 20. јануара, у Пјеновац су пристизали борци Петог батаљона Прве пролетерске бригаде, Романијског и Бирчанског партизанског одреда. Партизани су организовали стражу према Хан Пијеску у Берковини на жељезничкој станици, док је у вечерњим сатима организован састанак са циљем разматрања тренутне ситуације и даљег правца повлачења. У оптицају су била два могућа рјешења: извлачити се према Олову или према Драпнићима.

### Ток битке
Ујутру у 8 сати отпочела је њемачка операција према Пјеновцу. Њемци су се у мањем броју кретали пругом Хан Пијесак - Берковина - Пјеновац, док су се лијево и десно од њих кретала јака скијашка и коњичка одјељења, наоружана углавном аутоматским оружјем. Из засједног положаја у Берковини водник Јанковић јавља Чичи да Нијемци надиру ка Пјеновцу. У засједној борби погинули су пролетери Исак Леви, Милорад Ђорђевић, Ђуро Кука и Милан Видојевић Корчагин.
У међувремену у Пјеновцу су привођене последње припреме за покрет. Повучене су партизанске засједе са околних брда. Испред жељезничке станице нашао се велики број људи. На инсистирање Цвијетина Мијатовића да се што прије крене, Славиша Вајнер је рекао да он са Бирчацима иде према Горњим Бабинама, а он ће са осталима кренути према Петровићима и Олову. Јединице Цвијетина Мијатовића, Милутина Ђурашковића, Светозара Косорића, Стева и Влада Цвијетића са својим борцима удаљавали од Пјеновца, Славиша Вајнер је поново разговарао са Грујом Новаковићем о ситуацији на сектору Кладањ - Олово. Разговор је потрајао око петнаестак минута, што је за све који су се налазили пред жељезничком станицом било кобно.
Између 10 и 11 сати започет је снажан њемачки напад. Њемачки скијаши стигли су истовремено пругом из правца Берковине и од села Врабачка. Са околних брда из аутомата отворили паклену паљбу на постројени батаљон. Прва чета Шумадијског батаљона, која је одмакла стотињак метара у правцу Олова, покушала је организовати отпор. Од првих њемачких рафала у Пјеновцу, погинули су Милан Илић Чича Шумадијски и Драган Павловић Шиља, командант и политички комесар Петог батаљона Прве пролетерске ударне бригаде. Већи број бораца је рањен од унакрсне ватре из њемачких митраљеза. Рањен Драган Павловић да не би жив пао Нијемцима у руке извршио је самоубиство. У моменту изненадног напада Нијемаца, Славиша Вајнер истрчава из зграде жељезничке станице, гдје бива покошен по ногама рафалом њемачког митраљеза. Некако се довукао до оближне куће, која се налазила уз сами мост на ријеци Ступчаници. Ту је, видјевши да је тешко рањен и да га непријатељ може живог ухватити, извадио пиштољ и извршио самоубиство.
Нијемци су тјела Чиче и Славише Вајнера одвукли у Хан Пијесак, гдје су изложена пред Кадићевим хотелом, а поред мртвог Чиче поставили су убијеног пса. Два дана касније Нијемци су, повлачећи се према Зворнику, повезли и мртвог Славишу Вајнера, показујући га успут становништву Власенице, Дрињаче и Зворника.